# Mariana Larroquette
Mariana Valeria Larroquette (Ituzaingó, 24 de outubro de 1992) é uma futebolista argentina. Ela trabalha como meia-atacante no clube UAI Urquiza da Primeira Divisão Feminina da Argentina. Ela também atua na Seleção Argentina.
Na Primeira Divisão, ele começou sua carreira no River Plate, clube onde jogou entre 2010 e 2015. Depois disso, ele teve sua primeira experiência internacional, na Universidad de Chile durante a temporada 2016-2017. Ela foi campeã do torneio 2016 Apertura na Primeira Divisão do Chile.